# Цілинна сільська рада (Хайбуллінський район)
Ціли́нна сільська рада (рос. Целинный сельский совет) — муніципальне утворення у складі Хайбуллінського району Башкортостану, Росія. Адміністративний центр — село Цілинне.

## Населення
Населення — 2020 осіб (2019, 2326 в 2010, 2433 в 2002).

## Склад
До складу поселення входять такі населені пункти:
| Населений пункт         | Населення, осіб (2002) | Населення, осіб (2010) |
| ----------------------- | ---------------------- | ---------------------- |
| Абдулнасирово, присілок | 184                    | 150                    |
| Валітово, присілок      | 243                    | 268                    |
| Ісянгільдіно, присілок  | 495                    | 486                    |
| Комсомольськ, присілок  | 336                    | 302                    |
| Цілинне, село           | 1175                   | 1120                   |